# Sindangkerta (Cipatujah)
Sindangkerta is een bestuurslaag in het regentschap Tasikmalaya van de provincie West-Java, Indonesië. Sindangkerta telt 6505 inwoners (volkstelling 2010).